# 莨菪鹼
莨菪鹼又称曼陀罗素（daturine）、软木茄素（duboisine）、天仙子胺，是从茄科植物莨菪（Hyoscyamus niger）中分离得到的莨菪烷类生物碱，属于一种副交感神经抑制剂。
莨菪碱作为次级代谢产物存在于天仙子，曼德拉草，曼陀罗花，番茄和颠茄等茄科植物。莨菪碱的结构其实是阿托品的左旋同分异构体，因此莨菪碱也称左旋阿托品（levo-atropine）。

## 医疗用途
莨菪碱用于缓解多种下腹部及膀胱疾病引起的痉挛症状，包括消化性溃疡、肠易激综合征、憩室炎、胰腺炎、绞痛及间质性膀胱炎。 该药物亦用于缓解特定心脏疾病、控制帕金森病部分症状，以及改善肺部疾病患者的异常呼吸症状与"黏液分泌亢进"。
[[Category:]][[Category:]]

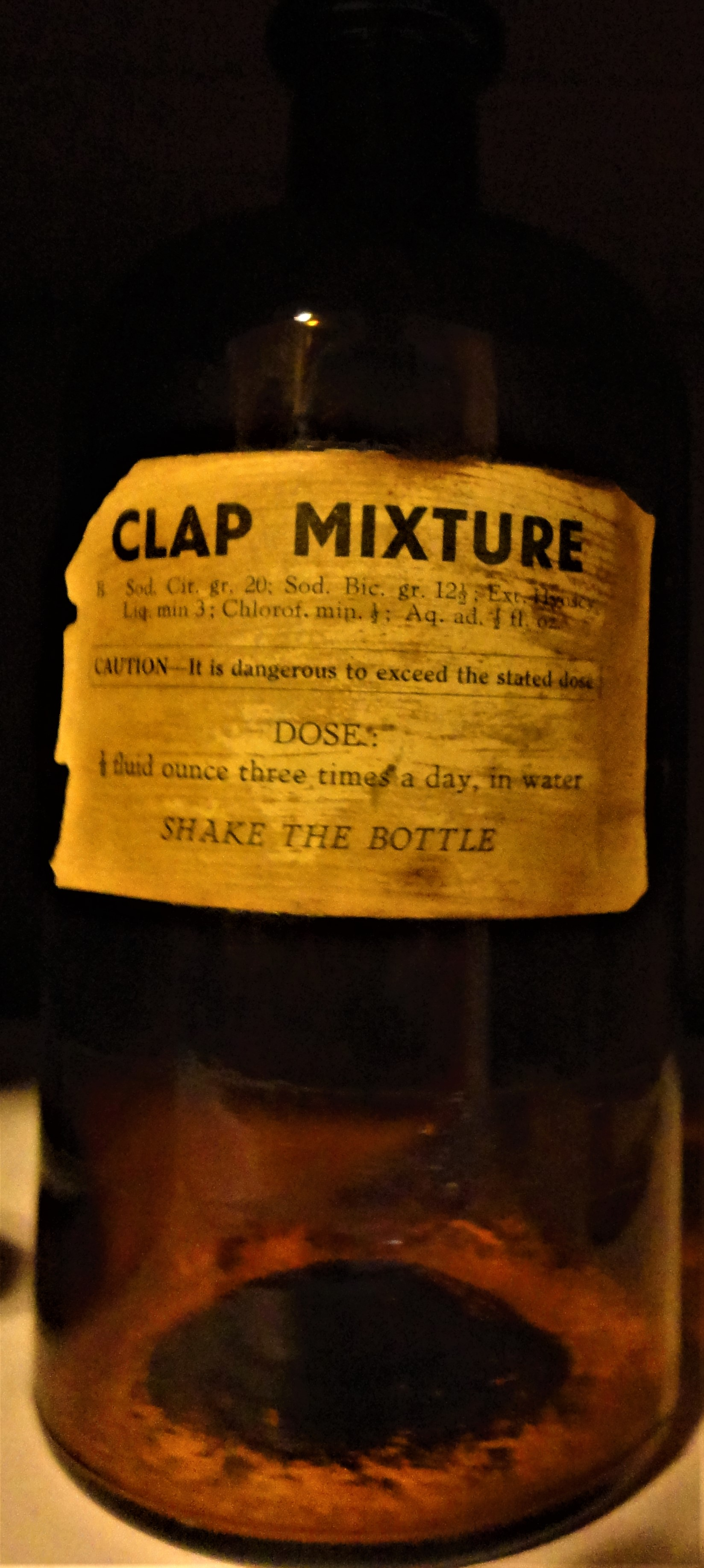
新奥尔良药房博物馆所展示的历史制剂：此“淋病合剂”成分可能含有莨菪碱提取物，另外较明确的成分包括柠檬酸钠、碳酸氢钠、氯仿和水。

该药物在神经病理性疼痛、慢性疼痛及姑息治疗（"舒适护理"）中具镇痛作用，尤其适用于难治性、无法治疗及绝症患者的顽固性疼痛。与阿片类药物联用时可增强镇痛效果 。其作用机制涉及多通路协同效应。结构近似的药物如阿托品、东莨菪碱及其他抗胆碱能药物（如环苯扎林、苯海索、奥芬那君）亦用于此目的。当莨菪碱与阿片类或其他抗蠕动药物联用时，因存在麻痹性肠梗阻风险，需特别采取便秘预防措施。

## 不良反应
常见副作用包括口干咽燥、食欲增加致体重上升、眼痛、视力模糊、烦躁不安、头晕、心律失常、面部潮红及晕厥感。 过量使用将引发头痛、恶心、呕吐及中枢神经系统症状，包括定向障碍、幻觉、欣快感、性唤起、短期记忆丧失，严重者可致昏迷。其欣快与性效应强于阿托品但弱于东莨菪碱，亦弱于双环维林、奥芬那君、环苯扎林、苯海索及乙醇胺类抗组胺药（如苯托沙敏）。

## 药理学

### 药效学
莨菪碱属抗毒蕈碱药，即毒蕈碱型乙酰胆碱受体拮抗剂。其通过阻断乙酰胆碱在汗腺（交感神经支配）、唾液腺、胃液分泌、心肌、窦房结、胃肠道平滑肌及中枢神经系统的副交感作用，可增加心输出量与心率，降低血压并减少分泌物分泌。 该药物可能拮抗血清素。 在等效剂量下，莨菪碱的抗胆碱能效力相当于阿托品的98%。同为颠茄提取物的东莨菪碱（美国称scopolamine）抗毒蕈碱效力则为阿托品的92%。
莨菪碱被描述为选择性M2型毒蕈碱乙酰胆碱受体拮抗剂，对其他亚型受体无显著影响。 这与阿托品、东莨菪碱等其他抗毒蕈碱药物形成对比，后者为五种毒蕈碱受体的非选择性拮抗剂。 M1与M2受体拮抗均被证实对记忆和认知有负面影响。 研究报道莨菪碱与东莨菪碱、阿托品及其他抗胆碱能药物类似，具有谵妄效应。 但也有研究表明莨菪碱可强效拮抗全部五种毒蕈碱受体亚型。

## 植物生物合成

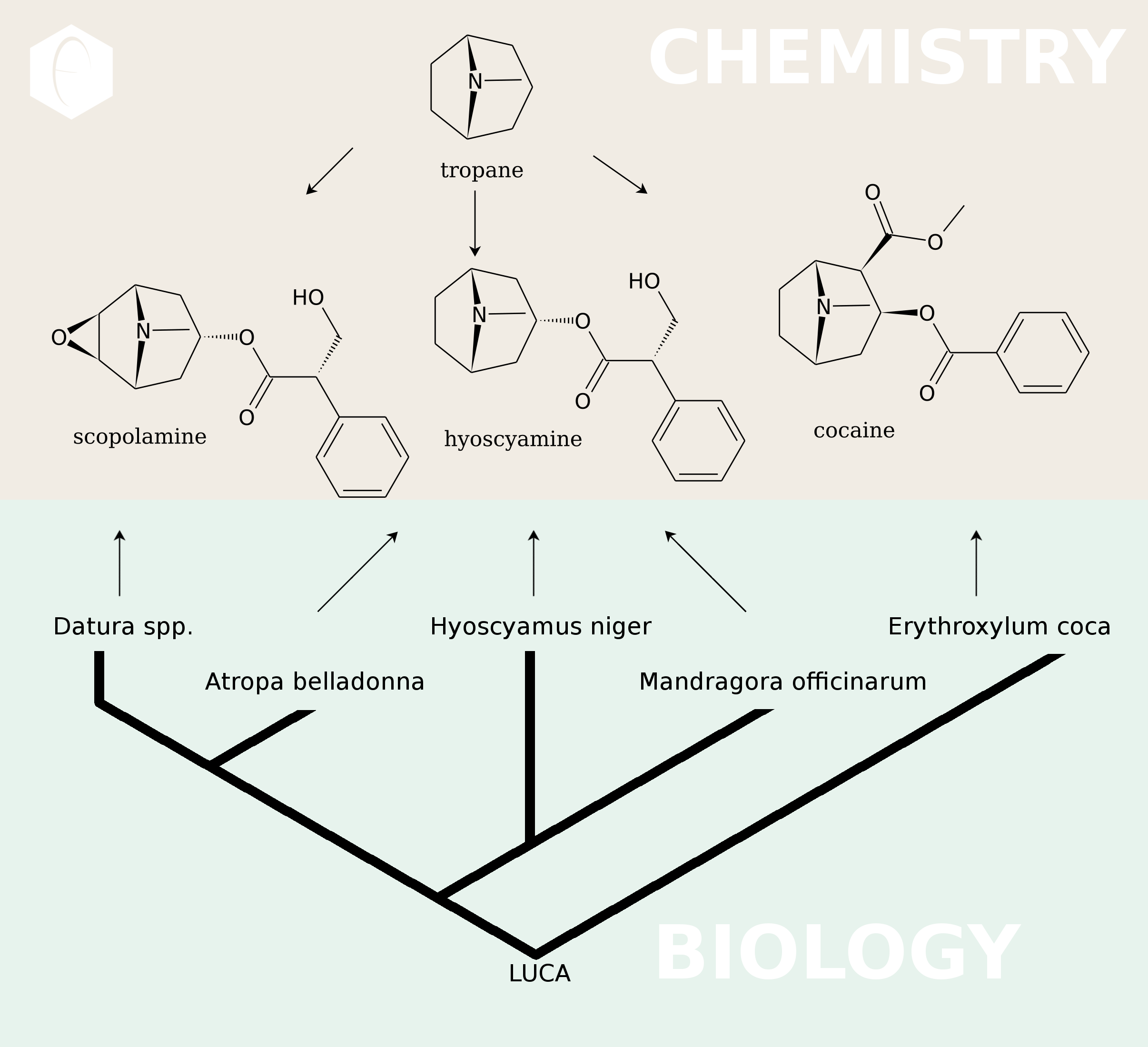
托烷类化合物生物合成路径（图中标注莨菪碱及东莨菪碱位置）

莨菪碱可从茄科植物（尤以曼陀罗为著）中提取。作为植物合成东莨菪碱的直接前体，其通过相同代谢途径生成。
东莨菪碱的生物合成始于L-鸟氨酸经鸟氨酸脱羧酶（EC 4.1.1.17）脱羧生成腐胺。腐胺由腐胺N-甲基转移酶（EC 2.1.1.53）甲基化为N-甲基腐胺。
特异性识别甲基化腐胺的腐胺氧化酶（EC 1.4.3.10）催化该化合物脱氨生成4-甲氨基丁醛，后者自发环化为N-甲基吡咯啉阳离子。随后吡咯啉阳离子与乙酰乙酸缩合生成古液碱，该反应尚未发现酶催化机制。古液碱经重排形成托品酮。
托品酮还原酶I（EC 1.1.1.206）将托品酮转化为托品，托品与苯丙氨酸衍生的苯基乳酸缩合生成里豆碱。细胞色素P450酶Cyp80F1 氧化并重排里豆碱生成莨菪碱醛。

## 原住民医学基础
澳大利亚原住民利用软木麻黄（Duboisia myoporoides）开发的丛林医学制剂，在第二次世界大战期间被同盟国用于预防士兵横渡英吉利海峡时的晕船症（诺曼底登陆行动）。后续研究发现该物质可用于生产东莨菪碱与莨菪碱（眼科手术关键药物），基于此昆士兰州建立了价值数百万美元的产业。

## 社会与文化

### 商品名称
莨菪碱的商品名包括：Symax、HyoMax、Anaspaz、Egazil、Buwecon、Cystospaz、Levsin、Levbid、Levsinex、Donnamar、NuLev、Spacol T/S及Neoquess。

## 外部連結
- L-天仙子胺 L-hyoscyamine （页面存档备份，存于） 中草藥化學圖像數據庫 (香港浸會大學中醫藥學院) （中文）（英文）